# Elezioni parlamentari in Kosovo del 2014
Le elezioni parlamentari in Kosovo del 2014 si tennero l'8 giugno.

## Risultati
| Liste                                    | Voti    | %     | Seggi |
| ---------------------------------------- | ------- | ----- | ----- |
| Partito Democratico del Kosovo           | 222 181 | 30,38 | 37    |
| Lega Democratica del Kosovo              | 184 594 | 25,24 | 30    |
| Vetëvendosje!                            | 99 398  | 13,59 | 16    |
| Alleanza per il Futuro del Kosovo        | 69 793  | 9,54  | 11    |
| Lista Serba                              | 38 199  | 5,22  | 9     |
| Iniziativa Civica per il Kosovo          | 37 680  | 5,15  | 6     |
| Alleanza per un Nuovo Kosovo             | 34 170  | 4,67  | –     |
| Partito Democratico Turco del Kosovo     | 7 424   | 1,02  | 2     |
| Coalizione Vakat                         | 6 476   | 0,89  | 2     |
| Partito Democratico Progressista         | 5 973   | 0,82  | –     |
| Partito Democratico Ashkali del Kosovo   | 3 335   | 0,46  | 1     |
| Nuovo Partito Democratico                | 2 837   | 0,39  | –     |
| Partito Turco della Giustizia del Kosovo | 2 349   | 0,32  | –     |
| Partito Liberale Egiziano                | 1 960   | 0,27  | 1     |
| Movimento per la Prosperità Democratica  | 1 787   | 0,24  | –     |
| Partito Ashkali per l'Integrazione       | 1 583   | 0,22  | –     |
| Nuova Iniziativa Democratica del Kosovo  | 1 456   | 0,20  | –     |
| Unione del Centro Democratico            | 1 298   | 0,18  | –     |
| Coalizione per i Gorani                  | 1 193   | 0,16  | 1     |
| Partito Forte                            | 1 142   | 0,16  | –     |
| Partito d'Azione Democratica             | 1 095   | 0,15  | –     |
| Altri                                    | 5 325   | 0,73  | 1     |
| Totale                                   | 731 248 | 100   | 120   |